# 眠りの森
『眠りの森』（ねむりのもり）は、東野圭吾の推理小説。加賀恭一郎シリーズの第2作。1989年5月8日に講談社から単行本が刊行され、1992年4月15日に講談社文庫版が刊行された。本作を原作としたテレビドラマも製作されている（テレビドラマを参照）。

## あらすじ
名門バレエ団「高柳バレエ団」の事務所において、画家の風間利之が殺された。被疑者はバレエ団の女性団員の一人・斎藤葉瑠子で、斎藤によると事務所に入ったところ何時の間にか背後に風間が立っており、襲い掛かってきたために正当防衛で風間を殺したという。
斎藤とバレエ団側は正当防衛を主張するが、捜査の結果、幾つかの不審点が浮かび上がって来る。そうした中、今度はバレエ団の敏腕演出家・梶田康成が毒殺される。果たして、第一の事件と関係があるのか。

## 登場人物
浅岡 未緒(あさおか みお)
高柳バレエ団のダンサー。加賀が恋に落ちる。
高柳 静子(たかやなぎ しずこ)
高柳バレエ団の経営者。
高柳 亜希子(たかやなぎ あきこ)
高柳静子の養子、高柳バレエ団のプリマ。
梶田 康成(かじた やすなり)
第二の被害者、高柳バレエ団の「バレエ・マスター」。
斎藤 葉瑠子(さいとう はるこ)
高柳バレエ団のダンサー、未緒の幼なじみ。正当防衛で風間を殺してしまう。
柳生 講介(やぎゅう こうすけ)
第三の被害者、高柳バレエ団のダンサー、葉瑠子の恋人。自主捜査をする。
森井 靖子(もりい やすこ)
高柳バレエ団のダンサー。
紺野 健彦(こんの たけひこ)
高柳バレエ団のダンサー。
中野 妙子(なかの たえこ)
高柳バレエ団のミストレス。
風間 利之(かざま としゆき)
画家、第一の被害者。

## 書籍情報
- 単行本：1989年5月1日発売[1]、講談社、ISBN 978-4-06-193976-9
- 文庫本：1992年4月3日発売[2]、講談社文庫、ISBN 978-4-06-185130-6

## テレビドラマ

### 1993年版
1993年9月11日21:02-22:51にテレビ朝日「土曜ワイド劇場」枠にて『眠りの森の美女殺人事件』（ねむりのもりのびじょさつじんじけん）のタイトルで放送された。ヒロインの名前が浅香未緒に変更されている。

#### キャスト（1993年版）
- 加賀恭一郎：山下真司
- 浅香未緒：原田貴和子
- 梶田康成：河原崎建三
- 斉藤葉瑠子：永光基乃
- 高倉捜査本部長：名古屋章

#### スタッフ（1993年版）
- 監督：井上芳夫
- 脚本：大原清秀
- テーマ曲：「北天幻想」姫神（ポニーキャニオン）
- 撮影協力：貝谷八百子バレエ団、貝谷芸術学院
- 舞踏監督：近藤玲子
- 振付：加美早苗、土田三郎
- 技術協力：ビデオフォーカス
- プロデュース：川田方寿、塙淳一、春日千春、明石竜二
- 制作：テレビ朝日、大映テレビ株式会社

### 2014年版
2014年1月2日、TBS系列にて『新春ドラマスペシャル “新参者”加賀恭一郎「眠りの森」』（しんしゅんドラマスペシャル しんざんもの かがきょういちろう ねむりのもり）のタイトルで放送された。阿部寛が主人公・加賀恭一郎を演じる2010年4月期に同局系列で放送された連続ドラマ『新参者』のシリーズで、2011年新春放送のスペシャルドラマ『東野圭吾ミステリー 新春ドラマ特別企画 赤い指〜「新参者」加賀恭一郎再び!』、2012年公開の映画『麒麟の翼 〜劇場版・新参者〜』につづく続編となる。
ただし、本作での加賀の設定は「警視庁捜査一課の巡査部長」となっており、『新参者』の時より階級が低い上所属も異なっている（『新参者』では日本橋署の警部補）。また、『赤い指』にて逝去した父・隆正が元気な姿で登場しているなど、時系列的には『新参者』、『赤い指』よりも前の2007年の出来事として描かれている。

#### キャスト（2014年版）
警視庁捜査一課
- 加賀恭一郎：阿部寛
- 富井優司（主任）：松尾貴史
- 真野剛（管理官）：名高達男

高柳バレエ団
- 浅岡未緒：石原さとみ
- 高柳亜希子：音月桂
- 斎藤葉瑠子：木南晴夏
- 森井靖子：大谷英子
- 紺野健彦：宮尾俊太郎（Kバレエカンパニー）
- 柳生講介：益子倭（Kバレエカンパニー）
- 梶田康成：平岳大
- 中野妙子：堀内敬子
- 高柳静子：草村礼子

石神井北警察署
- 太田大作（強行犯係・刑事）：柄本明
- 佐野誠（強行犯係・刑事）：竹財輝之助
- 新井要事（強行犯係係長）：小須田康人

その他
- 加賀隆正：山﨑努
- 青木一弘：加藤虎ノ介
- 青木純子：弘中麻紀
- 風間利之：内田朝陽
- ウエイトレス：トリンドル玲奈
- 宮本清美：映美くらら
- 山田（加賀の見合い相手）：仲間由紀恵[注 1]

#### スタッフ（2014年版）
- 原作：東野圭吾『眠りの森』（講談社刊）
- 脚本：櫻井武晴
- 脚本協力：真野勝成
- 音楽：菅野祐悟
- 音楽プロデュース：志田博英
- 撮影監督 : 淺野太郎
- バレエ監修・バレエ協力：K-BALLET COMPANY
- 企画：那須田淳
- プロデューサー：伊與田英徳
- アソシエイトプロデューサー：高成麻畝子
- 演出：土井裕泰
- 製作・著作：TBS

### 主題歌
- 山下達郎「街物語（まちものがたり）」（ワーナーミュージック・ジャパン）